# 兰戈斯科
兰戈斯科（義大利語：Langosco），是意大利帕维亚省的一个市镇。总面积15平方公里，人口432人，人口密度28.8人/平方公里（2009年）。国家统计（ISTAT）代码为018079。